# GRA
Команда "GRA" (Команда ҐРА / GRA Travel) - це компанія, яка працює в сфері туризму та надає послуги авторських мандрівок у гори. Ґра заснована 29 грудня 2015 року в Львові, команда активно розвивається та подорожує по всьому світу, станом на 2021 рік було відвідано 17 країн. У 2021 році проведено дуже амбітний проект 100 Вершин, де був розроблений маршрут через всі Українські Карпати довжиною 770 км, який було пройдено за 50 днів. Команда активно долучається до волонтерської діяльності, було проведено 2 екомандрівки присвячені збору сміття в Карпатах. Найвищі вершини, на які команда піднялася: Арарат, Казбек та Кіліманджаро.

## Історія команди
- 29 грудня 2015 року заснування команди GRA, засновники Андрій Дуда[8] та Орест Гривняк;
- 31 січня 2016 року відбулася перша мандрівка на гору Маківка;
- травень 2017 року до команди приєднується Любомир Андрейко[9] - автор та розробник мандрівок GRA;
- 9 березня 2018 року стає офіційним партнером ІТ-чемпіонату "Золотий байт"[10];
- з березня 2019 року GRA розширює межі своїх походів та починає проводити мандрівки по всьому світу;
- червеь 2019 року перший альп вихід на гору Казбек, сходження було успішне[6];
- жовтень 2019 року GRA відкриває нові мандрівки - Яхтинг;
- березень 2020 компанія входить в кризу через Коронавірус та занепад туристичної сфери;
- у 2020 році відбувається офіційний анонс проекту 100 Вершин, який запланували провести у 2021 році;
- вересень 2020 року GRA проводить мандрівки зі збору сміття в Карпатах[4];
- 18 вересня 2021 року успішно реалізовано проект 100 Вершин[11];
- 10 жовтня 2021 року перше сходження на Кіліманджаро[12];
- 24 лютого 2022 року команда GRA долучається до ЗСУ[13];
- травень 2023 GRA частково відновлює роботу.

## Діяльність
| №  | Країна     | Назва маршруту      | Вершини                              |
| -- | ---------- | ------------------- | ------------------------------------ |
| 1  | Словаччина | Високі Татри        | Риси 2503 м, Копровський штит 2363 м |
| 2  | Румунія    | Трансильванія       | Молдовяну 2544 м                     |
| 3  | Австрія    | Альпи               | Гохтор 2369 м, Гохкьонінг 2941 м     |
| 4  | Хорватія   | Яхтинг              |                                      |
| 5  | Кіпр       | Стежка Афродіти     |                                      |
| 6  | Грузія     | Сванетія            | Перевал Гулі 2950 м                  |
| 6  | Грузія     | Казбегі             | Казбек 5033 м                        |
| 7  | Ісландія   | Ландманналаугар     |                                      |
| 8  | Норвегія   | Лофотенські острови |                                      |
| 9  | Туреччина  | Лікійська стежка    | Тахталі 2366 м                       |
| 9  | Туреччина  | Вулкан Арарат       | Арарат 5137 м                        |
| 10 | Йорданія   | Ваді Рам та Петра   |                                      |
| 11 | Єгипет     | Синайська стежка    | Синай 2285 м                         |
| 12 | Киргизстан | Тянь-Шань           | перевал Ала-Куль 3900 м              |
| 13 | Пакистан   | Каракорум           | Раш Пік 5098 м                       |
| 14 | Марокко    | Атлаські гори       | Тубкаль 4167 м                       |
| 15 | Танзанія   | Вулкан Кіліманджаро | пік Ухуру 5895 м                     |
| 16 | Мексика    | Загадки Мая         |                                      |
| 17 | Перу       | Мачу-Пікчу          | Мачу-Пікчу 3061 м, Вінікунка 5200 м  |